# Озадовка
Оза́довка (укр. Озадівка) — село в Бердичевском районе Житомирской области Украины.

## История
Основано в 1755 году. 
Являлось центром Озадовской волости Житомирского уезда Волынской губернии Российской империи.
Население по переписи 2001 года составляло 1020 человек.

## Адрес местного совета
13360, Житомирская область, Бердичевский р-н, с.Озадовка, ул. Кирова, 7